# 腎 (臟腑)

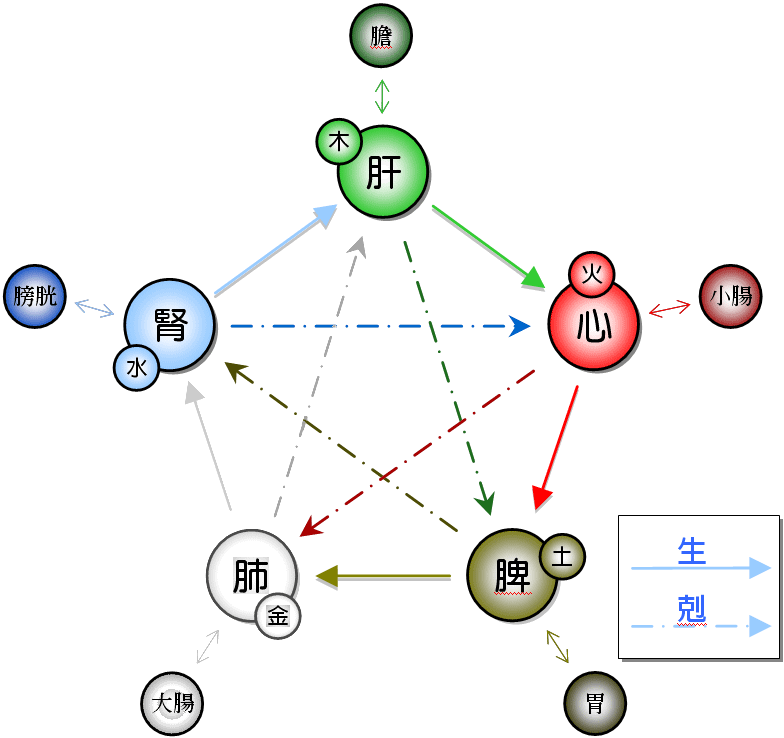
腎根據五行學說與其他臟腑間的相生相剋關係。

中醫傳統上所指的腎，與現代醫學及生物學中的腎臟大致上是指相近的構造，但是功能上並不完全對應。

## 臟象學說
在臟象學說中，腎屬五臟之一，屬水，與膀胱互為表裏。而且腎為水火之臟，含腎陰、腎陽。腎藏精，主骨生髓，其華在髮，開竅於耳。也就是除了和水份的代謝有關之外，還與身體的生長、發育、繁殖等功能有關。而這些功能就現代醫學而言是其他器官或構造的功能。

## 形態描述
腎有兩枚，形如虹豆，相並而曲，附於脊之兩旁，相去各一寸五分。外有黃脂包裹，各有帶兩條，上條繫於心，下條趨脊下大骨，在脊骨之端，如半手許，中有兩穴，是腎帶經過處，上行脊髓至腦中，連於髓海。《內經》：腎附於脊之十四椎下。《難經》：腎有兩枚，重一觔二兩。

## 有关肾虚
肾虚又稱「腎虧」，是指腎的精氣虧損。中醫認為腎精可以滋養五臟，並認為精氣虧髓會導致病變。此病變涵蓋了腎臟與相關泌尿系統和生殖系統的問題。
- 腎陽：又稱「真陽」或「元陽」，是指腎的陽氣，也是人體陽氣根本。
  - 肾阳虚的临床表现：
    1. 腰痛而且发凉。
    2. 手脚冰凉、尿频。
- 腎陰：又稱「真陰」或「元陰」，是指腎的陰氣，也是人體陰氣根本。
  - 肾阴虚的临床表现：
    1. 腰酸腿软。
    2. 口干、烦躁。
    3. 手心发热。
    4. 爱出汗。